# Héléades
Les héléades  sont dans la mythologie grecque des naïades d'eau douce trouvées dans les marais et marécages,. 

## Étymologie
Leur nom vient du latin et du grec ancien ἑλειονόμος / heleionómos dont le pluriel est ἑλειονόμοι / heleionómoi , « qui vit (littéralement qui paît) dans les marais ou les marécages », terme utilisé en parlant des nymphes. Ce terme, heleionómoi, est formé à partir de l'adjectif ἕλειος / héleios, « de marais » (qui dérive lui même du nom ἕλος / hélos, « bas-fond, lieu humide et marécageux ») et du verbe νέμω / némō, « faire paître un troupeau ».

## Mythe
Bien que l'on connaisse leur existence dans la mythologie, peu de textes les mentionnent. Dans les œuvres d'art s'inspirant de la mythologie gréco-romaine, les déesses des marais sont souvent décrites plus largement comme des nymphes, et non spécifiquement des héléades[réf. nécessaire].
Elles sont principalement connues pour attirer dans les marais les jeunes hommes grâce à leur charme et les voyageurs en prenant la forme d'un proche.